# رود اکان
رود اکان (به لاتین: Akan River) یک رود در ژاپن است که در کوشیرو، هوکایدو واقع شده‌است.